# بيرسي سميث (لاعب كريكت)
بيرسي سميث (بالإنجليزية: Percy Smith)‏ (30 مارس 1804 في المملكة المتحدة - 21 فبراير 1876 في المملكة المتحدة) هو لاعب كريكت بريطاني (وحمل سابقاً جنسية المملكة المتحدة لبريطانيا العظمى وأيرلندا). لعب مع نادي جامعة كامبريدج للكريكيت ‏.